# Giải bóng đá nữ Vô địch Quốc gia 2020
Giải bóng đá nữ Vô địch Quốc gia 2020 (tên gọi chính thức: Giải bóng đá nữ Vô địch Quốc gia - Cúp Thái Sơn Bắc 2020) là giải đấu bóng đá lần thứ 23 của Giải bóng đá nữ vô địch quốc gia, giải đấu diễn ra thường niên do VFF tổ chức. Toàn bộ mùa giải bắt đầu vào ngày 22 tháng 9 năm 2020 và kết thúc vào ngày 13 tháng 12 năm 2020.

## Điều lệ
Giải Bóng đá nữ Vô địch Quốc gia – Cúp Thái Sơn Bắc 2020 có 8 đội bóng tham dự, gồm: Sơn La, Hà Nội I Watabe, Hà Nội II Watabe, Phong Phú Hà Nam, TP Hồ Chí Minh I và TP Hồ Chí Minh II, Than KSVN và Thái Nguyên T&T.
Về thể thức thi đấu: 8 đội bóng thi đấu vòng tròn hai lượt (lượt đi và lượt về) tập trung tại địa phương đăng cai để tính điểm, xếp hạng từ hạng Nhất đến hạng Tám; Giải bóng đá nữ VĐQG Cúp Thái Sơn Bắc 2020 tiếp tục áp dụng quy định mỗi đội được phép thay thế tối đa 5 cầu thủ trong tối đa 3 lần thay.

## Các đội bóng

### Các đội bóng
| Số thứ tự | Đội bóng                 | Địa điểm              | Huấn luyện viên  |
| --------- | ------------------------ | --------------------- | ---------------- |
| 1         | Hà Nội I Watabe          | Hà Nội                | Nguyễn Anh Tuấn  |
| 2         | Hà Nội II Watabe         | Hà Nội                | Đặng Quốc Tuấn   |
| 3         | Phong Phú Hà Nam         | Hà Nam                | Nguyễn Thế Cường |
| 4         | Sơn La                   | Sơn La                | Lường Văn Chuyên |
| 5         | Than Khoáng sản Việt Nam | Quảng Ninh            | Đoàn Minh Hải    |
| 6         | Thái Nguyên T&T          | Thái Nguyên           | Đoàn Việt Triều  |
| 7         | Thành phố Hồ Chí Minh I  | Thành phố Hồ Chí Minh | Đoàn Thị Kim Chi |
| 8         | Thành phố Hồ Chí Minh II | Thành phố Hồ Chí Minh | Nguyễn Quốc Nam  |

### Sân thi đấu
Các trận đấu thuộc giai đoạn lượt đi sẽ diễn ra từ ngày 22/9 đến 13/10/2020 tại Sân vận động Hà Nam thuộc Thành phố Phủ Lý, tỉnh Hà Nam và Trung tâm đào tạo bóng đá trẻ Việt Nam tại quận Nam Từ Liêm, thủ đô Hà Nội. Giai đoạn lượt về sẽ diễn ra từ ngày 20/11 đến 13/12/2020 tại Sân vận động Thống Nhất, Thành phố Hồ Chí Minh (3 vòng đầu) và Sân vận động Gò Đậu, Bình Dương (3 vòng cuối).

## Bảng xếp hạng
| VT | Đội                      | ST | T  | H | B  | BT | BB | HS  | Đ  | Chung cuộc |
| -- | ------------------------ | -- | -- | - | -- | -- | -- | --- | -- | ---------- |
| 1  | Thành phố Hồ Chí Minh I  | 14 | 13 | 1 | 0  | 47 | 4  | +43 | 40 | Vô địch    |
| 2  | Hà Nội I Watabe          | 14 | 10 | 2 | 2  | 41 | 8  | +33 | 32 | Á quân     |
| 3  | Than Khoáng Sản Việt Nam | 14 | 10 | 1 | 3  | 25 | 9  | +16 | 31 | Hạng ba    |
| 4  | Phong Phú Hà Nam         | 14 | 6  | 3 | 5  | 22 | 21 | +1  | 21 |            |
| 5  | Thái Nguyên T&T          | 14 | 4  | 4 | 6  | 13 | 30 | −17 | 16 |            |
| 6  | Hà Nội II Watabe         | 14 | 3  | 1 | 10 | 7  | 24 | −17 | 10 |            |
| 7  | Sơn La                   | 14 | 2  | 1 | 11 | 15 | 46 | −31 | 7  |            |
| 8  | Thành phố Hồ Chí Minh II | 14 | 0  | 3 | 11 | 3  | 31 | −28 | 3  |            |

1. ↑  Câu lạc bộ Phong Phú Hà Nam bị xử thua 0-3 vì bỏ trận trọng trận đấu với Thành phố Hồ Chí Minh I

## Kết quả

### Lịch thi đấu và kết quả
| Đi\Về                    | HN1WFC | HN2WFC | PPHNFC | SLFC | TKSVNFC | TNT&TFC | HCMC1FC | HCMC2FC |
| ------------------------ | ------ | ------ | ------ | ---- | ------- | ------- | ------- | ------- |
| Hà Nội I Watabe          |        | 3-0    | 2-1    | 5-1  | 1-2     | 4-0     | 1-1     | 3-0     |
| Hà Nội II Watabe         | 0-6    |        | 0-1    | 0-1  | 0-1     | 2-2     | 0-1     | 1-0     |
| Phong Phú Hà Nam         | 0-1    | 2-0    |        | 5-3  | 0-2     | 3-3     | 0-3     | 2-0     |
| Sơn La                   | 0-4    | 0-2    | 3-6    |      | 1-3     | 2-4     | 0-6     | 1-0     |
| Than Khoáng sản Việt Nam | 1-1    | 3-0    | 0-1    | 4-1  |         | 2-0     | 0-1     | 2-0     |
| Thái Nguyên T&T          | 0-5    | 1-0    | 0-0    | 1-0  | 0-2     |         | 0-4     | 1-0     |
| Thành phố Hồ Chí Minh I  | 2-1    | 3-0    | 1-1    | 4-0  | 3-1     | 6-1     |         | 6-0     |
| Thành phố Hồ Chí Minh II | 0-4    | 0-2    | 1-1    | 2-2  | 0-2     | 0-0     | 0-4     |         |

### Xếp hạng theo vòng
| Đội ╲ Vòng               | 1               | 2 | 3 | 4 | 5 | 6 | 7 | 8 | 9 | 10 | 11 | 12 | 13 | 14 |   |
| ------------------------ | --------------- | - | - | - | - | - | - | - | - | -- | -- | -- | -- | -- | - |
| Đội ╲ Vòng               | Hà Nội I Watabe | 2 | 2 | 2 | 2 | 1 | 2 | 2 | 2 | 2  | 2  | 2  | 2  | 2  | 2 |
| Hà Nội II Watabe         | 8               | 6 | 8 | 6 | 6 | 5 | 6 | 6 | 6 | 6  | 6  | 6  | 6  | 6  |   |
| Phong Phú Hà Nam         | 5               | 5 | 4 | 4 | 4 | 4 | 4 | 4 | 4 | 4  | 4  | 4  | 4  | 4  |   |
| Sơn La                   | 6               | 8 | 7 | 8 | 8 | 8 | 8 | 8 | 8 | 7  | 7  | 7  | 7  | 7  |   |
| Than Khoáng Sản Việt Nam | 3               | 3 | 3 | 3 | 3 | 3 | 3 | 3 | 3 | 3  | 3  | 3  | 3  | 3  |   |
| Thái Nguyên T&T          | 4               | 4 | 5 | 5 | 5 | 6 | 5 | 5 | 5 | 5  | 5  | 5  | 5  | 5  |   |
| Thành phố Hồ Chí Minh I  | 1               | 1 | 1 | 1 | 2 | 1 | 1 | 1 | 1 | 1  | 1  | 1  | 1  | 1  |   |
| Thành phố Hồ Chí Minh II | 7               | 7 | 6 | 7 | 7 | 7 | 7 | 7 | 7 | 8  | 8  | 8  | 8  | 8  |   |

### Tiến trình mùa giải
| Đội ╲ Vòng               | 1 | 2 | 3 | 4 | 5  | 6 | 7 | 8 | 9 | 10 | 11 | 12 | 13 | 14 |
| ------------------------ | - | - | - | - | -- | - | - | - | - | -- | -- | -- | -- | -- |
| Hà Nội I Watabe          | W | W | W | D | W  | D | W | W | W | W  | W  | L  | W  | L  |
| Hà Nội II Watabe         | L | L | L | W | L  | W | L | L | L | D  | L  | W  | L  | L  |
| Phong Phú Hà Nam         | D | L | W | W | L* | W | W | D | W | L  | W  | L  | D  | L  |
| Sơn La                   | L | L | D | L | L  | L | L | L | L | W  | L  | L  | L  | W  |
| Than Khoáng Sản Việt Nam | W | W | L | D | W  | W | L | W | W | L  | W  | W  | W  | W  |
| Thái Nguyên T&T          | D | W | L | L | D  | L | W | D | L | D  | L  | W  | L  | W  |
| Thành phố Hồ Chí Minh I  | W | W | W | W | W* | D | W | W | W | W  | W  | W  | W  | W  |
| Thành phố Hồ Chí Minh II | L | L | D | L | D  | L | L | L | L | L  | L  | L  | D  | L  |

* Phong Phú Hà Nam bị xử thua 0-3

## Kỷ luật của VFF

### Trận đấu giữa TP Hồ Chí Minh I và Phong Phú Hà Nam
Ngày 7/10/2020, Ban Kỷ luật Liên đoàn Bóng đá Việt Nam (LĐBĐVN) đã ban hành các quyết định kỷ luật đối với những vi phạm trong trận đấu giữa TP Hồ Chí Minh I và Phong Phú Hà Nam tại vòng 5 giải bóng đá Nữ VĐQG – Cúp Thái Sơn Bắc 2020, nội dung cụ thể như sau:
Quyết định 341/QĐ-LĐBĐVN:
– Cảnh cáo, phạt 50.000.000đ (Năm mươi triệu đồng) và xử thua tỷ số 0-3 với đội Phong Phú Hà Nam do có hành vi rời khỏi sân không tiếp tục thi đấu trong trận đấu giữa hai đội TP Hồ Chí Minh I và Phong Phú Hà Nam ngày 06/10/2020 trên sân thi đấu số 3 Trung tâm Đào tạo Bóng đá trẻ Việt Nam, Hà Nội tại giải bóng đá Nữ VĐQG – Cúp Thái Sơn Bắc 2020.
– Đội Phong Phú Hà Nam có quyền khiếu nại lên Ban Giải quyết khiếu nại Liên đoàn Bóng đá Việt Nam theo quy định tại Quy định về kỷ luật của Liên đoàn Bóng đá Việt Nam.
Quyết định 342/QĐ-LĐBĐVN:
– Phạt 5.000.000đ (Năm triệu đồng) và cấm 05 năm tham gia các hoạt động bóng đá do Liên đoàn Bóng đá Việt Nam quản lý, tổ chức đối với ông Nguyễn Thế Cường, huấn luyện viên trưởng đội Phong Phú Hà Nam do có hành vi để các cầu thủ rời khỏi sân không tiếp tục thi đấu trong trận đấu giữa hai đội TP Hồ Chí Minh I và Phong Phú Hà Nam ngày 06/10/2020 trên sân thi đấu số 3 Trung tâm Đào tạo Bóng đá trẻ Việt Nam, Hà Nội tại giải bóng đá Nữ VĐQG – Cúp Thái Sơn Bắc 2020.
– Ông Nguyễn Thế Cường có quyền khiếu nại lên Ban Giải quyết khiếu nại Liên đoàn Bóng đá Việt Nam theo quy định tại Quy định về kỷ luật của Liên đoàn Bóng đá Việt Nam.
Quyết định 343/QĐ-LĐBĐVN:
– Đình chỉ thi đấu đến hết lượt đi của giải bóng đá Nữ Vô địch Quốc gia – Cúp Thái Sơn Bắc 2020 đối với cầu thủ Trần Thị Hồng Nhung, Đội trưởng đội Phong Phú Hà Nam do có hành vi để các cầu thủ rời khỏi sân không tiếp tục thi đấu trong trận đấu đấu giữa hai đội TP Hồ Chí Minh I và Phong Phú Hà Nam ngày 06/10/2020 trên sân thi đấu số 3 Trung tâm Đào tạo Bóng đá trẻ Việt Nam, Hà Nội tại giải bóng đá Nữ VĐQG – Cúp Thái Sơn Bắc 2020.
Các quyết định trên có hiệu lực kể từ ngày ký./.

## Tổng kết mùa giải
- Đội Vô địch: Thành phố Hồ Chí Minh I
- Đội thứ Nhì: Hà Nội I Watabe
- Đội thứ Ba: Than Khoáng Sản Việt Nam
- Đội đoạt giải phong cách: Hà Nội I Watabe
- Cầu thủ ghi nhiều bàn thắng nhất giải: Phạm Hải Yến (Hà Nội I Watabe, 14 bàn)
- Thủ môn xuất sắc nhất giải: Trần Thị Kim Thanh (Thành phố Hồ Chí Minh I)
- Cầu thủ xuất sắc nhất giải: Huỳnh Như (Thành phố Hồ Chí Minh I)